# Grube St. Ingbert
Die Steinkohlengrube St. Ingbert ist ein ehemaliges Steinkohlebergwerk in St. Ingbert und wird in Teilen heute als Besucherbergwerk Rischbachstollen genutzt.

## Vorläuferbergbau
Erste Erwähnung fand der Steinkohlenbergbau bei St. Ingbert ab 1615, 1742 ließ Graf Ferdinand von der Leyen eine Inventur der Gruben auf seinen Besitzungen bei St. Ingbert durchführen, dabei wurden 16 oberflächennah arbeitende Gruben beschrieben, die nordwestlich von St. Ingbert im Tagebau oder in Löchern und nicht kontinuierlich arbeiteten. Ein Ergebnis dieser Bestandsaufnahme war eine erstmals erlassene Bergordnung, datiert auf den 20. Dezember 1752. Diese hatte jedoch keinen Erfolg, ein erneutes Gutachten von 1771 bezeugte weiteren Wildwuchs mit inzwischen 33 Gruben, die allesamt nicht vorschriftsgemäß angelegt waren. Erst die staatliche Indienstnahme des Bergexperten Christian Fey und eine von ihm ausgearbeitete zweite Grubenordnung (vom 5. Februar 1777), die auch die Verstaatlichung aller Gruben innerhalb von neun Jahren erzwang, legte die Basis für einen geregelten Bergbau.

## Stollenbau
Christian Fey beendete den ungeregelten Tagebau und führte den Abbau durch neuangelegte Stollen ein, was sich als effizienter und wirtschaftlich tragfähiger herausstellte. In kurzer Folge wurden zunächst auf der Schnappacher Seite der Sechseichen-Höhe (Lage) zahlreiche Stollen begonnen: 1770 die Bernardgrube (ab 1775 Grafengrube), 1772 die Mariannengrube sowie 1773 der Philippstollen. Von 1793 bis 1816 standen alle Gruben unter französischer Verwaltung, ab 1816 dann unter dem Königreich Bayern. 1834 waren bereits 34 Grubenstollen in Betrieb. Erst ab 1846 gab es Gleise in einigen Stollen. 
1850 bis 1851 arbeitete der Geologe Carl Wilhelm von Gümbel (* 1823) beim Bergamt St. Ingbert als Markscheider. 
Ab der Mitte des 19. Jahrhunderts stieg durch die einsetzende Industrialisierung in Frankreich und in Deutschland die Nachfrage nach Kohle stark an; die durch Stollen erreichbaren Lagerstätten waren allerdings weitgehend erschöpft. Dampfmaschinen unterstützen den Materialtransport und betrieben leistungsfähige Pumpen zur Trockenhaltung der Grubenbaue. Im Revier begann der Tiefbau in den frühen 1840er Jahren, erste Anlagen waren die Untere Anlage bei Schnappach und die Rischbach-Anlage bei St. Ingbert. Ein möglicher Anschluss an das Eisenbahnnetz und weiträumigere Platzverhältnisse führten zur Entscheidung, den ursprünglich Stollen A genannten Grubenbau in den Jahren 1842 bis 1852 auf 4,5 km Länge auszubauen. Der dann Rischbachstollen genannte hatte sein Mundloch an heutiger Stelle. Ab Ende des 19. Jahrhunderts wurde der Tiefbau von zwei Schächten auf der Sechseichen-Höhe vorangetrieben; um 1900 erreichten sie bei 314 m Teufe die IV. Tiefbausohle. Von 1900 bis 1910 wurde einer der Schächte grundlegend modernisiert, auf 6 m Durchmesser verbreitert und auf 413 m Teufe gebracht (Tiefbausohle V).
Ab 1939 übernahm eine Seilbahn den Kohletransport. Während des Zweiten Weltkriegs forcierte das NS-Regime überall in seinem Machtbereich die Kohleförderung. 1944 war der Tiefbau in einer Teufe von 513 m auf der Tiefbausohle VI angekommen. Ab 1948 konsolidierte die bis dahin eigenständige Grube mit den Gruben Maybach und Jägersfreude. Ab 1953 setzte der langsame Niedergang ein (siehe auch Kohlekrise); erste Teile der Belegschaft wurden auf benachbarte Gruben verteilt. Im Februar 1957 stürzte einer der zentralen, schlecht gewarteten Seilbahnstützen ein und wurde nicht wieder aufgebaut. Am 1. Juni 1957 wurde der Betrieb eingestellt. Die Belegschaft bestand zuletzt aus 450 Mann; die Förderung betrug 500 t Kohle pro Tag.